# Aérodrome de Lapalisse - Périgny
L’aérodrome de Lapalisse - Périgny (code OACI : LFHX) est un aérodrome civil, ouvert à la circulation aérienne publique (CAP), situé sur la commune de Périgny à 3 km à l’ouest de Lapalisse dans l’Allier (région Auvergne, France).
Il est utilisé pour l’entraînement des Forces armées françaises (parachutisme) et pour la pratique d’activités de loisirs et de tourisme (aviation légère, parachutisme, aéromodélisme).

## Histoire
En septembre 1909 eurent lieu dans la plaine de Périgny les grandes manœuvres du dirigeable République, qui s’écrasa en suite le 25 septembre à Trévol, près de Moulins.
Le projet de construction d'un aérodrome près de Lapalisse est né dans une réunion tenue à Lapalisse le 17 décembre 1937. Dès janvier 1938, l'aéro-club est constitué et l'emplacement choisi. Les premiers travaux débutèrent et le 1er mars 1938, le premier vol intervint.

## Installations
L’aérodrome dispose d’une piste bitumée orientée est-ouest (05/23), longue de 1 200 m et large de 23.
L’aérodrome n’est pas contrôlé mais dispose d’une aire à signaux. Les communications s’effectuent en auto-information sur la fréquence de 123,350 MHz.
S’y ajoutent :
- une aire de stationnement ;
- des hangars,
- un club house[3].

## Activités

### Loisirs et tourisme
- Aéroclub du Pays de Lapalisse. Site Web : acpla.fr
- Lapalisse centre école parachutiste
- Aéromodèle club "Les Oyasses"

### Sociétés implantées
- 03 Aéro Service
- CAE Aviation Luxembourg
- Cavok (filiale de CAE Aviation Luxembourg)[4],[5].